# ザ・ブライアン・セッツァー・オーケストラ (アルバム)
『ザ・ブライアン・セッツァー・オーケストラ』 (THE BRIAN SETZER ORCHESTRA) とはアメリカのビッグ・バンド、ブライアン・セッツァー・オーケストラが1994年にリリースしたアルバム。

## 解説
元ストレイ・キャッツのブライアン・セッツァーが始動した新たなプロジェクトの1stアルバム。収録曲の大半はジャズのスタンダード・ナンバーが占めるが、ストレイ・キャッツ時代のナンバーも既に演奏しており、後の「スウィング・ロック」を実現するまでの実験的な作品といえる。セールス面も伸び悩み、ハリウッド・レコードとの契約更新もならなかった。

## 収録曲
13.は日本盤ボーナス・トラック
1. レディ・ラック - Lady Luck
2. ボール・アンド・チェイン - Ball And Chain
3. シッティン・オン・イット・オール・ザ・タイム - Sittin' On It All the Time
4. グッド・ロッキン・ダディ - Good Rockin' Daddy
5. セプテンバー・スカイ - September Skies
6. ブランド・ニュー・キャディラック - Brand New Cadillac
7. ゼアーズ・ア・レインボー・アラウンド・マイ・ショルダー - There's A Rainbow 'Round My Shoulder
8. ルート66 - Route 66
9. ユア・トゥルー・ラヴ - Your True Love
10. バークリー・スクェアーのナイチンゲール - Nightingale Sang in Berkeley Square
11. ストレイト・アップ - Straight Up
12. ドリンク・ザット・ボトル・ダウン - Drink That Bottle Down
13. ストレイ・キャット・ストラット - Stray Cat Strut